# Топ Гън: Маверик
„Топ Гън: Маверик“ (на английски: Top Gun: Maverick) е американска екшън драма от 2022 г. на режисьора Джоузеф Косински, по сценарий на Ехрен Кругър, Ерик Уорън Сингър и Кристофър Маккуари, и по сюжета на Питър Крейг и Джъстин Маркс. Като продължение на „Топ Гън“ (1986), във филма участват Том Круз (в ролята на тестовия пилот Маверик), заедно с Майлс Телър, Дженифър Конъли, Джон Хам, Глен Пауъл, Люис Пулман, Ед Харис и Вал Килмър. Круз и Килмър повтарят ролите си в първия филм.
Световната премиера се проведе в CinemaCon на 28 април 2022 г., и е пуснат в Съединените щати на 27 май 2022 г. от „Парамаунт Пикчърс“. Излизането му е насрочено за 12 юли 2019 г., но е отложен, за да позволи на производството да изработи всички сложни сцени на полета. Филмът беше допълнително забавен поради пандемията от COVID-19 и конфликтите в графика.

## Актьорски състав
| Актьор             | Роля                               |
| ------------------ | ---------------------------------- |
| Том Круз           | Пийт „Маверик“ Мичъл               |
| Майлс Телър        | Лейтенант Брадли „Рустър“ Брадшоу  |
| Дженифър Конъли    | Пенелъпи „Пени“ Бенджамин          |
| Джон Хам           | Видеадмирал Бо „Сайклон“ Симпсън   |
| Глен Пауъл         | Лейтенант Джейк „Хангман“ Сересин  |
| Люис Пулман        | Лейтенант Робърт „Боб“ Лойд        |
| Ед Харис           | Честър „Хамър“ Кейн                |
| Вал Килмър         | Том „Айсман“ Казански              |
| Моника Барбаро     | Лейтенант Наташа „Феникс“ Трейс    |
| Чарлс Парнел       | Адмирал Соломон Бейтс              |
| Джей Елис          | Лейтенант Рубен Фич                |
| Дани Рамирез       | Лейтенант Мики Гарсия              |
| Грег Тарзан Дейвис | Лейтенант Джейви Мачадо            |
| Мани Джачинто      | Фриц                               |
| Джак Шумахер       | Омаха                              |
| Башир Салахудин    | Офицер Бърни Колман                |
| Джейк Пикинг       | Лейтенант Бригам Ленъкс            |
| Реймънд Лий        | Лейтенант Логан Лий                |
| Лиляна Рей         | Амелия Бенджамин                   |
| Джийн Луиза Кели   | Сара Казански, съпруга на Айсман   |
| Челси Харис        | Анджела Бърк                       |
| Антъни Едуардс     | Ник „Гуус“ Брадшоу (архивни кадри) |
| Мег Райън          | Карол Брадшоу (архивни кадри)      |

## В България
В България филмът е пуснат по кината на същата дата от „Форум Филм България“.
На 6 май 2024 г. е излъчен по Нова телевизия в понеделник от 20:00 ч. с български дублаж. Екипът се състои от:
| Пост                | Име                                                                                               |
| ------------------- | ------------------------------------------------------------------------------------------------- |
| Озвучаващи артисти  | Петя Абаджиева Елисавета Господинова Васил Бинев Димитър Иванчев Силви Стоицов Светозар Кокаланов |
| Преводач            | Захари Генчев                                                                                     |
| Тонрежисьор         | Стефан Дучев                                                                                      |
| Режисьор на дублажа | Димитър Кръстев                                                                                   |